# پادشاه و آتش‌افروز

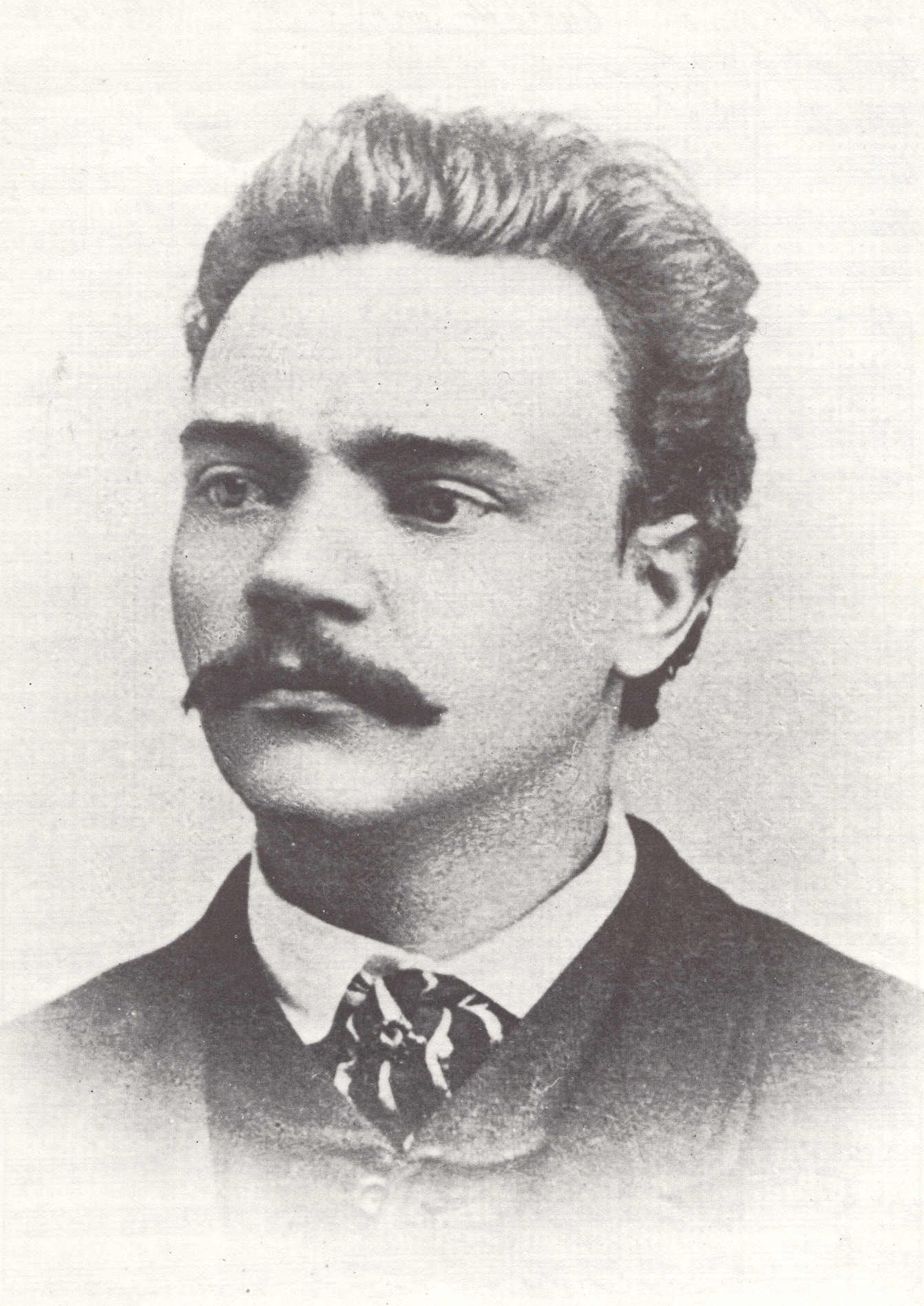
آنتونین دورژاک، ۱۸۶۸ میلادی

پادشاه و آتش‌افروز (انگلیسی: King and Charcoal Burner) اپوس ۱۴، ادرایی کمیک در سه‌پرده از مصنف و آهنگساز اهل چک، آنتونین دورژاک است. نخستین ویرایش اپرا در سال ۱۸۷۱ نوشته شد.